# Державний лад Барбадосу
Барбадос — незалежна держава, парламентська демократія, член Співдружності націй.

## Виконавча влада
Глава держави — Президент. У минулому — королева (до 2021 — Єлизавета II), яку представляв призначений королевою генерал-губернатор. Генерал-губернатор використовував майже будь-яку владу («reserve power»), яку мала королева. Генерал-губернатором зазвичай була особа з бездоганним послужним списком: політик, суддя або військовий; іноді це постаті з області спорту, науки, культури, священнослужителі або філантропи. 
Виконавча влада належить уряду — кабінету міністрів. На чолі його стоїть Прем'єр-міністр. На цю посаду зазвичай призначається після виборів лідера партії або коаліції.
Виконавча влада здійснюється урядом на чолі з прем'єр-міністром, якого призначає генерал-губернатор і за рекомендацією прем'єр-міністра — міністрів. Уряд підзвітний парламенту.

## Законодавча влада
Законодавча влада належить двопалатному парламенту.